# جاك مان
جاك مان هو لاعب هوكي الجليد كندي، ولد في 27 يوليو 1919، وتوفي في 11 يوليو 1980.

## وصلات خارجية
- جاك مان على موقع دوري الهوكي الوطني (الإنجليزية)
- جاك مان على موقع EliteProspects.com (الإنجليزية)
- جاك مان على موقع HockeyDB.com (الإنجليزية)
- جاك مان على موقع Hockey-Reference.com (الإنجليزية)